# Synagoge (Eltville am Rhein)

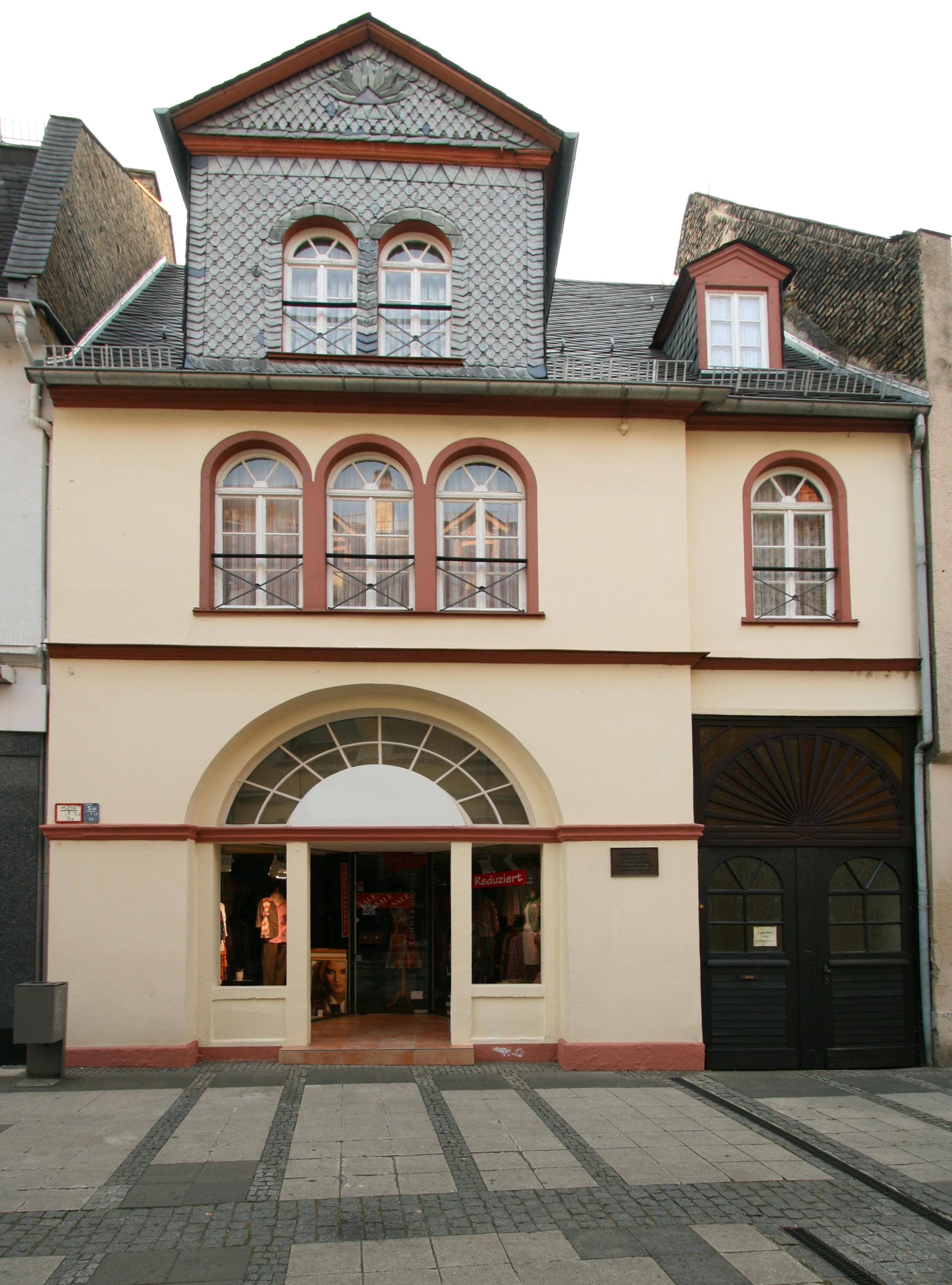
Ehemalige Synagoge in Eltville

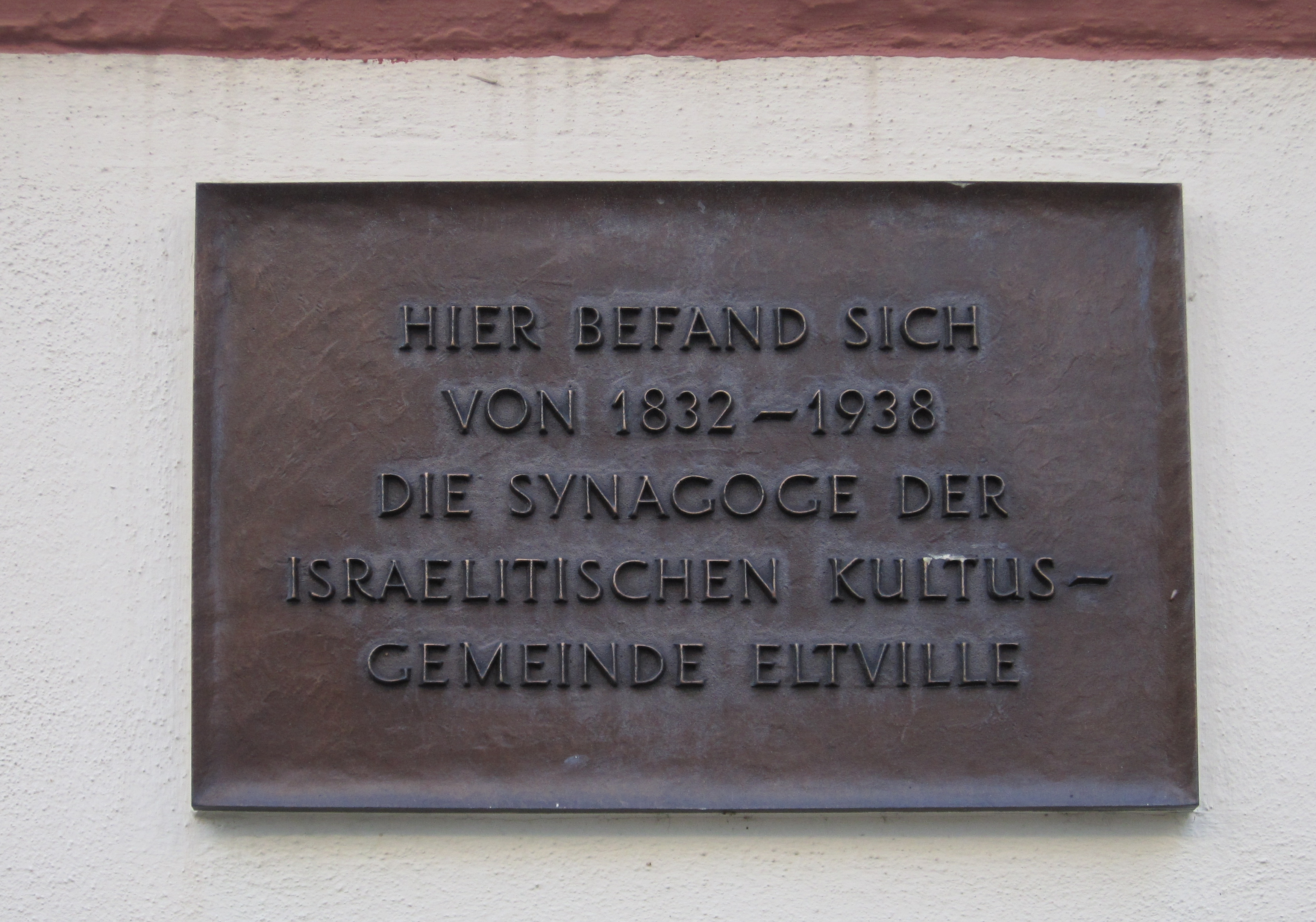
Gedenktafel an der ehemaligen Synagoge

Die Eltviller Synagoge war bis zu den Novemberpogromen 1938 die Synagoge der israelitischen Kultusgemeinde in Eltville am Rhein.

## Geschichte
Die israelitische Gemeinde Eltville, zu der auch die Juden der Orte Oestrich, Erbach, Hattenheim, Neudorf, Rauenthal, Kiedrich, sowie Ober- und Unterwalluf zählten, gehörte zum Rabbinatsbezirk Wiesbaden. Bereits 1780 bestand eine Synagoge im Haus des Enoch Abraham, über ihren Standort ist heute jedoch nichts mehr bekannt.
Israel Mayer, ein „Eltviller Handelsjude“, der im Hof seines Hauses bereits ein Judenbad eingerichtet hatte, erwarb 1830 ein weiteres Haus in der Holzgasse 179 (heute Schwalbacher Straße 3) und schenkte dieses der israelitischen Gemeinde. Nach Umbau zur Synagoge erfolgte deren Einweihung 1831 (laut Gedenktafel 1832). Diese hatte 44 Männer- und 30 Frauenplätze. Die Eltviller Gemeinde hatte aufgrund ihrer geringen Größe keinen eigenen Rabbiner, zeitweise fand ab 1843 nicht einmal ein Gottesdienst statt, da die Juden aus Oestrich dort einen eigenen Betsaal eingerichtet hatten und somit in Eltville die für Gottesdienste geforderte Anzahl von mindestens 10 Männern (Minjan) nicht erreicht wurde.
Am 5. September 1931, zum 100-jährigen Bestehen, wurde die Synagoge auf Betreiben des Lehrers Arnold Katzenstein, der auch die Gemeinden in Rüdesheim und Schierstein betreute, umfassend renoviert. Die Festreden hielten der Wiesbadener Bezirksrabbiner Paul Lazarus sowie der Vorbeter und Schriftsteller Gerson Stern.
In den Jahren 1933 bis 1938 zogen viele Eltviller Juden aus Eltville fort, unter anderem nach Frankfurt und Wiesbaden. In der Reichspogromnacht wurde das Innere der Synagoge zerstört, das Haus selbst blieb unbeschädigt. Zwischen Juli und Oktober 1941 wurden mehrere jüdische Familien aus dem Rheingau, vorwiegend ältere Menschen, in die ehemalige Bergarbeitersiedlung Friedrichssegen-Tagschacht (einem Ortsteil von Lahnstein) zwangsumgesiedelt. Nach Plänen des damaligen Kreisleiters für die Kreise St. Goarshausen und Rheingau, Josef Wagner, sollte auf dem Tagschacht ein jüdisches Ghetto entstehen. Von den Zwangsumgesiedelten wurden die Frauen zur Arbeit in einem Ton- und Dachziegelwerk sowie die Männer im Friedrichssegener Eisenwaren- und Verschrottungsbetrieb Narmann gezwungen. 1942 wurden die meisten von ihnen von Friedrichssegen über Frankfurt nach Theresienstadt und teilweise weiter in das Vernichtungslager Treblinka deportiert. Im selben Jahr wurde Arnold Katzenstein ebenfalls in Treblinka ermordet.

## Heutige Nutzung
Die ehemalige Synagoge dient heute als Wohn- und Geschäftshaus.